# La Chapelle-en-Juger
La Chapelle-en-Juger – miejscowość i dawna gmina we Francji, w regionie Normandia, w departamencie Manche. W 2013 roku jej populacja wynosiła 661 mieszkańców. 
W dniu 1 stycznia 2016 roku z połączenia dwóch ówczesnych gmin – La Chapelle-en-Juger oraz Hébécrevon – utworzono nową gminę Thèreval. Siedzibą gminy została miejscowość Hébécrevon. 